# Afrosoma
Afrosoma é um género de besouro pertencente à família Histeridae.
As espécies deste género podem ser encontradas na África Austral.
Espécies:
- Afrosoma capense (Wiedemann, 1821)
- Afrosoma castanipes (Marseul, 1853)
- Afrosoma servulum (Lewis, 1897)